# Liste der Kulturdenkmale in Kreißa
In der Liste der Kulturdenkmale in Kreißa sind die Kulturdenkmale des Nossener Ortsteils Kreißa verzeichnet, die bis April 2021 vom Landesamt für Denkmalpflege Sachsen erfasst wurden (ohne archäologische Kulturdenkmale). Die Anmerkungen sind zu beachten.
Diese Aufzählung ist eine Teilmenge der Liste der Kulturdenkmale in Nossen.

## Kreißa
| Bild                                    | Bezeichnung | Lage                            | Datierung                 | Beschreibung | ID       |
| --------------------------------------- | --- | ------------------------------- | ------------------------- | --- | -------- |
|                                         | Eisenbahnbrücke der Bahnstrecke Riesa–Nossen                                                                        | Kreißa, Flurstück 119/1 (Karte) | 1877–1880                 | Einbogenbrücke (Bruchstein), verkehrsgeschichtlich und eisenbahngeschichtlich von Bedeutung | 09304462 |
| Direkt Bild zu diesem Denkmal hochladen | Scheune eines Bauernhofes                                                                                           | Kreißa 1 (Karte)                | 2. Hälfte 19. Jahrhundert | Fachwerk-Scheune, baugeschichtlich und wirtschaftsgeschichtlich von Bedeutung | 09268245 |
| Direkt Bild zu diesem Denkmal hochladen | Wohnstallhaus, Scheune und Seitengebäude eines Dreiseithofes, mit Torpfeilern                                       | Kreißa 3 (Karte)                | 1. Hälfte 19. Jahrhundert | Alle Gebäude in Fachwerkbauweise, landschaftstypischer, geschlossen erhaltener Bauernhof, baugeschichtlich und wirtschaftsgeschichtlich von Bedeutung, mit Bauerngarten                                      | 09268243 |
| Direkt Bild zu diesem Denkmal hochladen | Wohnstallhaus und Seitengebäude mit Kumthalle                                                                       | Kreißa 9 (Karte)                | Bezeichnet mit 1803       | Beeindruckende ländliche Bauten ihrer Zeit, baugeschichtlich von Bedeutung | 09305182 |
| Direkt Bild zu diesem Denkmal hochladen | Seitengebäude und Torpfeiler eines Dreiseithofes                                                                    | Kreißa 10 (Karte)               | 2. Hälfte 19. Jahrhundert | Obergeschoss Fachwerk, Bauernhof in freier Feldlage, baugeschichtlich von Bedeutung. Fachwerk massiv untersetzt, Dacherker zum Hof, mit Taubenschlag.                                                        | 09268246 |
| Direkt Bild zu diesem Denkmal hochladen | Wohnstallhaus (mit rückwärtigem Anbau) und Scheune eines Zweiseithofes                                              | Kreißa 11 (Karte)               | 1. Hälfte 19. Jahrhundert | Beide Gebäude in Fachwerkbauweise, landschaftstypischer Bauernhof in freier Feldlage, baugeschichtlich und wirtschaftsgeschichtlich von Bedeutung                                                            | 09268247 |
| Direkt Bild zu diesem Denkmal hochladen | Wohnstallhaus, Stallgebäude und weiteres Seitengebäude eines ehemaligen Vierseithofes, mit Hofmauer und Torpfeilern | Kreißa 15 (Karte)               | 1. Hälfte 19. Jahrhundert | Wohnstallhaus Obergeschoss Fachwerk, Seitengebäude (mit Taubenschlag) ebenfalls Obergeschoss Fachwerk, zeit- und landschaftstypischer Bauernhof, baugeschichtlich und wirtschaftsgeschichtlich von Bedeutung | 09268244 |

## Tabellenlegende
- Bild: Bild des Kulturdenkmals, ggf. zusätzlich mit einem Link zu weiteren Fotos des Kulturdenkmals im Medienarchiv Wikimedia Commons. Wenn man auf das Kamerasymbol klickt, können Fotos zu Kulturdenkmalen aus dieser Liste hochgeladen werden:
- Bezeichnung: Denkmalgeschützte Objekte und ggf. Bauwerksname des Kulturdenkmals
- Lage: Straßenname und Hausnummer oder Flurstücknummer des Kulturdenkmals. Die Grundsortierung der Liste erfolgt nach dieser Adresse. Der Link (Karte) führt zu verschiedenen Kartendiensten mit der Position des Kulturdenkmals. Fehlt dieser Link, wurden die Koordinaten noch nicht eingetragen. Sind diese bekannt, können sie über ein Tool mit einer Kartenansicht einfach nachgetragen werden. In dieser Kartenansicht sind Kulturdenkmale ohne Koordinaten mit einem roten bzw. orangen Marker dargestellt und können durch Verschieben auf die richtige Position in der Karte mit Koordinaten versehen werden. Kulturdenkmale ohne Bild sind an einem blauen bzw. roten Marker erkennbar.
- Datierung: Baubeginn, Fertigstellung, Datum der Erstnennung oder grobe zeitliche Einordnung entsprechend des Eintrags in der sächsischen Denkmaldatenbank
- Beschreibung: Kurzcharakteristik des Kulturdenkmals entsprechend des Eintrags in der sächsischen Denkmaldatenbank, ggf. ergänzt durch die dort nur selten veröffentlichten Erfassungstexte oder zusätzliche Informationen
- ID: Vom Landesamt für Denkmalpflege Sachsen vergebene, das Kulturdenkmal eindeutig identifizierende Objekt-Nummer. Der Link führt zum PDF-Denkmaldokument des Landesamtes für Denkmalpflege Sachsen. Bei ehemaligen Kulturdenkmalen können die Objektnummern unbekannt sein und deshalb fehlen bzw. die Links von aus der Datenbank entfernten Objektnummern ins Leere führen. Ein ggf. vorhandenes Icon  führt zu den Angaben des Kulturdenkmals bei Wikidata.